# Bad Steben
Bad Steben là một đô thị ở huyện Hof bang Bayern thuộc nước Đức.